# Louis Rossel
Louis Rossel, de nom complet Louis-Nathaniel Rossel, (9 de setembre de 1844, Saint-Brieuc, Côtes-du-Nord i - 28 de novembre de 1871 a Versalles) fou un polític, un dels principals actors de la Comuna de París, i coronel de l'exèrcit francès. Va ser l'únic oficial de l'exèrcit francès que es va unir a la Comuna de París el 1871 (des del 19 de març de 1871) i hi va exercir un important paper com a delegat a la guerra. Fou executat al camp de Satory a Versalles i enterrat a Nimes.

## Infantesa i carrera militar
Era fill del coronel oficial de la Legió d'Honor Lluís Rossell i Sara Campbell (escocesa). Tenia dues germanes: Isabel i Sara. Venia d'una família de classe mitjana de Nîmes protestants (prop de la meitat del que s'anomena l'Alta Societat Protestant), i descendint de camisards de Cévennes (de Saint-Jean-du-Gard). La família Rossell era profundament republicana: el seu pare, oficial, es va negar a jurar lleialtat a Napoleó III.
Louis-Nathaniel Rossel va néixer a Saint-Brieuc, on estava destinat el seu pare com a cap de batalló d'infanteria. Va estudiar a Saint-Brieuc, Macon, Nimes i més temps al col·legi de La Flèche (acadèmia militar nacional) el 1855 i es va convertir en politècnic el 1864 (X Promoció 1862).
Rossell era un estrateg, i va tenir l'oportunitat d'escriure nombrosos articles i llibres sobre l'art de la guerra, sota el pseudònim de Randall. També és el que apareix en 1869 a l'últim volum de la correspondència de Napoleó I la qual cosa mostra que els llibres de l'estratègia que se atribueixen a aquest darrer per la comissió encarregada de publicar la correspondència, no són ni poden ser d'ell. La comissió impressionada per l'habilitat i l'esperit de les sàvies crítiques va haver d'admetre que Rossell deia la veritat.

## Guerra de 1870
És, durant el conflicte de 1870 entre França i Alemanya, capità d'enginyers a Metz amb l'últim exèrcit d'importància francès. Creu que la guerra encara es pot guanyar, però considera que alguns polítics (com Adolphe Thiers) i mariscals (com François Achille Bazaine) no ho volen fer. La raó d'aquesta "abdicació" ve del desig d'aquests últims de restaurar un ordre moral conservador gairebé monàrquic. François Achille Bazaine, que dirigeix el camp de Metz, no ordena efectivament l'ofensiva i acaba per capitular. Louis-Nathaniel Rossel llavors s'oposa al que ell veu com una traïció a la pàtria i al poble.
A la capitulació, el 29 d'octubre de 1870, va fugir per unir-se al govern provisional basat a Tours a través de Bèlgica, on primer, va denunciar la traïció del mariscal Bazaine. Vol parlar amb Léon Gambetta i ho aconsegueix a través d'un amic politècnic. Rossell tracta de convèncer Léon Gambetta (ja favorable a la resistència) de continuar la lluita. Però Léon Gambetta, encara que d'acord és derrotat en el seu govern. Per tant, es va trobar Louis Rossel i el delegat del ministre de la Guerra, Charles de Freycinet, protestant com ell. Aquest últim, incapaç de localitzar per ell mateix els exèrcits francesos i coordinar-los, ordena a Louis Rossel tenir cura d'examinar els exèrcits del nord i formar els oficials. Louis-Nathaniel Rossel va anar allà i va tornar dues setmanes més tard, dient que la seva missió és inútil. Rossell es torna a trobar amb Léon Gambetta i li presenta un informe on ofereix oportunitats per a la represa dels combats. Léon Gambetta no té més influència i no respon (va renunciar el 6 de febrer de 1871). No obstant això, aquest informe va ser trobat més tard molt rellevant. Louis-Nathaniel Rossel és simplement enviat per un general al camp de Nevers, amb el rang de coronel. En aquest moment, ell va rebutjar la Legió d'Honor.

## Comuna de París
El 18 de març de 1871, París se revolta, Adolphe Thiers mou el seu nou govern a Versalles amb l'exèrcit regular. Es prohibeixen la majoria dels diaris contestataris i es prenen mesures autoritàries. Per Louis Rossel, Adolphe Thiers pacte amb l'enemic i abandona el poble. Va decidir unir-se a la Comuna de París el 19 de març de 1871.
El 22 de març de 1871, es va convertir en cap de la 17a Legió de la Comuna. El 3 d'abril, va ser Cap d'Estat Major de la Comuna. A continuació, considerà que estava condemnat al fracàs si els seus soldats no estaven organitzats. De fet, la major part deserten o es neguen a lluitar tot i que l'exèrcit de Versalles, molt motivat, es troba a les portes de la capital. Louis Rossel es va convertir en president de la cort marcial, però dimití, consternat per la seva falta de recursos i d'escolta. La Comuna, a partir del seu significat, el nomena el 30 d'abril delegat de la Guerra reemplaçant a Cluseret. No obstant això, no es tenen mitjans i l'exèrcit dels comunards no lluita gaire (uns 40.000 homes - no 200.000 com sovint s'ha anunciat - només uns pocs milers van al combat).
Louis Rossel no volia prendre el poder total, va renunciar amb brillantor, però no s'escapa de la Comuna. Alguns membres del Comitè de Salvació Pública (notablement Pyat) volen la seva mort mentre que altres el veuen com la seva única esperança. Rossell roman a París ocult fins al 7 de juny en un hotel al bulevard Saint-Germain (hotel de Montebello). Ell prefereix estar "al costat dels perdedors, el costat del poble".
Els de Versalles el detenen, el jutgen dues vegades. La família de Nimes de Luis Nathaniel, els estudiants parisencs, notables des Nimes, de Metz, de Montauban, protestants, Víctor Hugo, el coronel Pierre Denfert-Rochereau i molts intel·lectuals el defensaren en va. Adolphe Thiers proposa a Rossell perdonar-lo si s'exilia de per vida. Ell es negà, amb ganes d'assumir la responsabilitat, perquè no volia trair al seu país ni les seves creences ni alleujar la consciència de Thiers.
Va ser afusellat el 28 de novembre de 1871, a l'edat de vint-i-set anys, al camp de Satory al mateix temps que Théophile Ferré i el sergent Pierre Bourgeois.
Des del punt de vista jurídic, però, la sentència va ser il·legal i constitueix un error de la justícia. La seva execució va ser, per Adolphe Thiers, per motius polítics “Vam haver de fer un exemple. “
Louis-Nathaniel Rossel va ser enterrat al cementiri protestant de Nimes, a casa, amb la seva germana i els seus pares, i no lluny de la tomba de la família Rossel-Dombre-Cadène. Fortes protestes es va desencadenar en el seu favor a la "ciutat romana" quan hi va ser enterrat.
Alguns polítics l'han elogiat diverses vegades, com Charles de Gaulle i Jean-Pierre Chevènement.
Han estat realitzades dues pel·lícules que representen la seva vida (amb Sami Frey i André Dussollier). Una multitud d'articles i llibres se li han dedicat, així com nombroses conferències (fins i tot avui).

### Obres de Louis Rossel
- Mémoires et correspondance, Prefaci de Victor Margueritte, Stock, 1908
- La défense de Metz et la lutte à outrance, Paris, Le Chevalier, 1871. 61p.
- La capitulation de Metz, Éditions De Broise, 1871, 15 p.
- Derniers jours, 1871.
- Papiers posthumes, recollits i anotats per Jules Amigues. Paris, Lachaud, 1871. 381p. DC 342.8.R6 A4
- Mémoires, procès et correspondance, presentats per Roger Stéphane. Paris, Pauvert, 1960. 528p.
- Abrégé de l'art de la guerre, extraits des (œuvres de Napoléon, Jomini, l'Archiduc Charles), amb notes per L.N. Rossel, Paris, Lachaud, 1871. xix, 270p.

### Obres consagrades a Louis Rossel
- Hubert Saint-Julien, Louis Rossel (1844-1871) Pensée et action d'un officier insurgé, Presses continentales, coll. Les documents français, 1962
- Christian Liger, Le roman de Rossel, Robert Laffont, 1998, ISBN 2-221-08743-7
- Gilbert Maurey, La Commune et l'officier : Louis-Nathaniel Rossel, Éditions Christian, 2004
- Edouard Gerspach, Le colonel Rossel: sa vie et ses travaux - son rôle pendant la guerre et la Commune - son procès, Études sur la Commune, Paris, Dentu, 1873. 230p.
- Louis Rossel délégué à la guerre de la Commune (suite et fin), Anònim, aparegut a Germinal, i Brousse, Paul, aparegut a Le Peuple.
- Étienne Marcel, Les Hommes de la Commune. Rossel.
- Victor Margueritte, Une figure, aparegut a La dépêche de Toulouse, 26 février 1908.
- 3e Conseil de guerre de Versailles. Affaire Rossel. Rapport. Interrogatoire. Audition des témoins. Réquisitoire, Paul Bizet, Súplica completa de Me Albert Joly. Recopilada i arreglada per Paul Bizet. Paris, Sagnier, 1871. 52p.
- 1871: la Commune et la question militaire (Cluseret-Rossel); textos escollits i presentats per Patrick Kessel. (Paris), Union Générale d'Éditions, 1971. 380p.
- T. Tribout de Morembert, Louis Rossel à Metz (1864-1870), in Europe Nos. 504-505 (1971), p. 80-931.
- Edith Thomas, Rossel, 1844-1871, Paris, Gallimard, 1967. 495p.
- Louis Rossel, un officier perdu, Revue prytanéenne (4 articles), 1969.
- Albert Cervoni, Un officier et la Commune (L.N. Rossel), a Cahiers du communisme (març 1971), p. 102-1091.
- Charles Proles, Le Colonel Rossel. Metz 1870-Paris 1871, Paris, Chamuel, 1898. 146p. DC 280.5.R65 Pro [Second copy bound with Marx, K. The Commune of Paris and other items in volume lettered Kommune 1871: 1, shelved in alphabetical sequence].
- Elie Peyron, Un patriote: Rossel, 9 septembre 1844-28 novembre 1871, Conferència feta a la Maison du Peuple de Nimes el 31 de març de 1900. Nimes, Maison du Peuple, 1900. 65p.
- Jean-Hugues Carbonnier, Louis Nathaniel Rossel et Paris, article aparegut a Causses et Cévennes, 3p.
- Nicolas Cadène, Louis-Nathaniel Rossel, un Officier chez les communards, Conferència feta a à la Société d'histoire du protestantisme français, pel Club Cévenol de Paris, el 10 de juny de 2006.
- Nicolas Cadène, Louis-Nathaniel Rossel, un Officier protestant chez les communards, Conferència feta a la médiathèque "Carré d'Art" de Nîmes per la Société d'Histoire du Protestantisme de Nîmes et du Gard, el 4 de novembre de 2006.

## Filmografia
- Le Destin de Rossel, Realització de Jean Prat, 1966, 1h 25. Amb Sami Frey.
- Rossel et la commune de Paris, Realització de Serge Moati, 1977, color, 1h 43. Amb André Dussollier, Georges Wilson i Jean-Marc Thibault.